# アユチャンネル
アユチャンネル（1996年4月2日 - ）は、日本のお笑いタレント。愛知県名古屋市出身。ワタナベエンターテインメント所属。本名は吉田 あゆ美（よしだ あゆみ）。

## 来歴・人物
椙山女学園大学在学中の2016年、ワタナベコメディスクールのオーディションで特別賞を受賞し、入学試験免除、学費一部免除という特典を以って同年4月、ワタナベコメディスクールに24期生として入学。
父親は印刷会社の社長。裕福な家柄で、ワタナベコメディスクール生時代から東海道新幹線で名古屋 - 東京間を往復、デビューした後もそのまま名古屋に住み、東京で芸人の仕事があるたびに新幹線で往復しているということで、その交通費も父親が出しているという。大学の春休み中の2カ月間だけ東京都内にマンションを借りてそこに住んでいたということもあった。その後、2019年6月から活動拠点を東京に移す。
自ら「自分はハングリー精神に欠け過ぎている」と言い、「だから好きなことややりたいことは食らい付いてでもやっていかなきゃ」と思ったことが芸人を目指すきっかけの一つにもなったという。
趣味は食べることと、ユニバーサル・スタジオ・ジャパンに行くこと。
好きなタイプは和牛の川西。
ネタは漫談が多く、自身の体験談などをもとにした正統派漫談である。早口でまくし立てるタイプのものが多い（ネタには「耳鼻科チャンネル」、「ホワイトデー」など）。2018年1月1日（2017年12月31日深夜）には日本テレビの「ぐるナイおもしろ荘SP」に出演。これにおいて、ゲストの綾瀬はるからから「発声に貫禄がある」といった評価を受けた。
赤に白のチェック柄の衣装に同じチェック柄のリボンを頭に着けて出演することが多かった。
同じ事務所所属でワタナベコメディスクール2期先輩の森山あすかと同じく2期先輩のあはは・荒川との3人組ユニット「トリプルあー」でも活動（トリオ名の名付け親はクールポコ。のせんちゃん）。女芸人No.1決定戦 THE Wにはピンで出場している他にこのトリオでも出場している。

## 出演

### テレビ
- ぐるナイおもしろ荘SP（日本テレビ）- 2018年1月1日（2017年12月31日深夜）
- 有田ジェネレーション（TBS）- 2018年1月11日
- 良かれと思って!（フジテレビ）- 2018年2月7日
- おぎやはぎの「ブス」テレビ（AbemaTV）- 2018年3月5日初出演
- ウチのガヤがすみません!（日本テレビ）- 2018年3月13日初出演
- 本能Z（2018年5月9日、CBCテレビ）
- やすだの歩き方（CBCテレビ）- 2018年6月18日、2018年7月30日
- 前略、西東さん（中京テレビ放送） - 2018年9月8日
- 今夜くらべてみました（日本テレビ） - 2018年10月24日「トリオTHEド庶民VS最強お嬢様軍団」、お嬢様軍団の1人として出演[15]。

### ラジオ
- 川谷絵音の約30分我慢してくれませんか（JFN） - 2021年5月23日